# Антоний I
Католикос-патриарх Антоний I (груз. კათოლიკოს-პატრიარქი ანტონ I, в миру Теймураз Иессеевич Багратиони, груз. თეიმურაზ იესეს ძე ბაგრატიონი; 17 (28) октября 1720, Телави — 1 (12) марта 1788, Тифлис) — грузинский и российский государственный и церковный деятель, дипломат, писатель, философ, историк, грамматик. Католикос-патриарх Восточной Грузии (1744—1755, 1764—1788), архиепископ Владимирский и Яропольский (1757—1762).
Сын Картлийского царя Иессея (1714—1716, 1724—1727) и Елены, дочери царя Ираклия I (кахетинская ветвь Багратиони), племянник царя Вахтанга VI Законоположителя.

## Биография
Родился 17 октября 1720 года в семье Картлийского царя Иессея и Елены, дочери царя Ираклия I.
В 1738 году в монастыре Гелати был пострижен в монашество.
В 1739 году — игумен Гелатского монастыря.
В 1740 году хиротонисан во епископа Кутаисского и возведён в сан митрополита.
В 1744 году митрополит Антоний избран католикосом-патриархом Восточной Грузии.
Митрополит Антоний внимательно изучал труды армянских и латинских богословов, общался и полемизировал с монахами-капуцинами. Митрополит Антоний хотел использовать богатый научный опыт католиков в деле образования грузинской молодёжи. Но противники Антония обвинили его в отклонении от православной веры.
16 декабря 1755 года состоялся Поместный собор Грузинской православной церкви, провозгласивший Антония еретиком и лишивший его сана католикоса-патриарха и права совершать богослужения. После 18 месяцев заточения Антонию позволили выехать в Россию, где проживали его родственники — наследники царя Вахтанга VI.
16 марта 1757 года Антоний предстал перед судом Святейшего синода Русской православной церкви и был оправдан.
23 ноября 1757 года указом императрицы Елизаветы Петровны Антоний был назначен архиепископом Владимирским. Активно изучал русский и церковнославянский языки, сблизился со многими иерархами Русской церкви.
Царь Ираклий II вызвал Антония из России. 20 марта 1763 года прибыл в Грузию.
В 1764 году на Соборе Грузинской церкви Антоний был восстановлен в сане католикоса-патриарха Восточной Грузии.
С именем Антония связано оживление культурной жизни Грузии во 2-й половине XVIII века. Он возобновил работу типографии, содействовал открытию новых начальных школ. С его помощью были основаны Тбилисская и Телавская духовные семинарии.
В 1772 году Антоний прибыл в Россию с особой дипломатической миссией, которая привела к заключению Георгиевского союзнического трактата 1783 года.
В 1783 году Антоний был назначен членом Святейшего синода Русской православной церкви.
Скончался 1 марта 1788 года. Погребён в Мцхетском кафедральном соборе Светицховели пред Царскими вратами.

## Сочинения
Антоний составил новые редакции Праздничной Минеи, пополнив их стихирами грузинским святым своего сочинения, используемыми в богослужении Грузинской Церкви, дополнил церковный календарь именами грузинских святых.
Антонию принадлежат философско-богословские труды: «Спекали» («Перл духовный»), «Категории», «Готовый ответ, или Опровержение заблуждений латинской, лютеранской и армянской Церкви», в которых он обосновывает позиции объективного идеализма. Ему принадлежит также толкование «Категорий» и «Диалектики» Аристотеля, «Лествицы» святого Иоанна Лествичника. Антоний являлся основоположником целой школы, на идеях которой воспитывалось несколько поколений деятелей Грузинской Церкви и культуры XIX века. В области догматики перу Антония принадлежит «Катехизис православного исповедания», «Теология в 4-х частях» (догматика, практика, мистика и полемика), а также «Книга исповедания православной веры» и «Толкование на 50-й псалом». Антоний — автор исторических сочинений «Происхождение грузинских царей» и «Истории Александра Македонского, Квинта Курция».